# San-Gavino-di-Carbini
San-Gavino-di-Carbini är en kommun i departementet Corse-du-Sud på ön Korsika i Frankrike. Kommunen ligger  i kantonen Levie som tillhör arrondissementet Sartène. År 2022 hade San-Gavino-di-Carbini 1 162 invånare.

## Befolkningsutveckling
Antalet invånare i kommunen San-Gavino-di-Carbini
Referens:INSEE